# Salmo 139
Il salmo 139 (138 secondo la numerazione greca) costituisce il centotrentanovesimo capitolo del Libro dei salmi.
È tradizionalmente attribuito al re Davide. È utilizzato dalla Chiesa cattolica nella liturgia delle ore.